# Deutsche Schwimmmeisterschaften 1890
Die 8. Deutschen Meisterschaften im Schwimmen fanden am 10. und 11. August 1890 am Kochsee in Charlottenburg, heute ein Ortsteil von Berlin, statt. Es wurde eine Strecke von 1500 m geschwommen. Sieger wurde Wilhelm Röhrs von Triton Hamburg mit einer Zeit von 31:35 Minuten, zwei weitere Schwimmer gaben den Wettbewerb auf.
| Disziplin       | Name          | Verein         | Zeit      |
| --------------- | ------------- | -------------- | --------- |
| 1500 m Freistil | Wilhelm Röhrs | Triton Hamburg | 31:35 min |